# Borkiewicz
Borkiewicz – polski herb szlachecki.

## Opis herbu
Na tarczy dwudzielnej w pas w polu górnym złotym pół orła czarnego, w dolnym czerwonym głowa jelenia wprost. W klejnocie nad hełmem w koronie pięć piór strusich: 1, 3 i 5 złote, 2 czarne, 4 czerwone.

## Najwcześniejsze wzmianki
Nadany 28 stycznia 1802 braciom Józefowi, Michałowi i Franciszkowi Borkiewiczom przez Franciszka II.

## Herbowni
Jedna rodzina herbownych (herb własny):
Borkiewicz